# Gens Lucilia

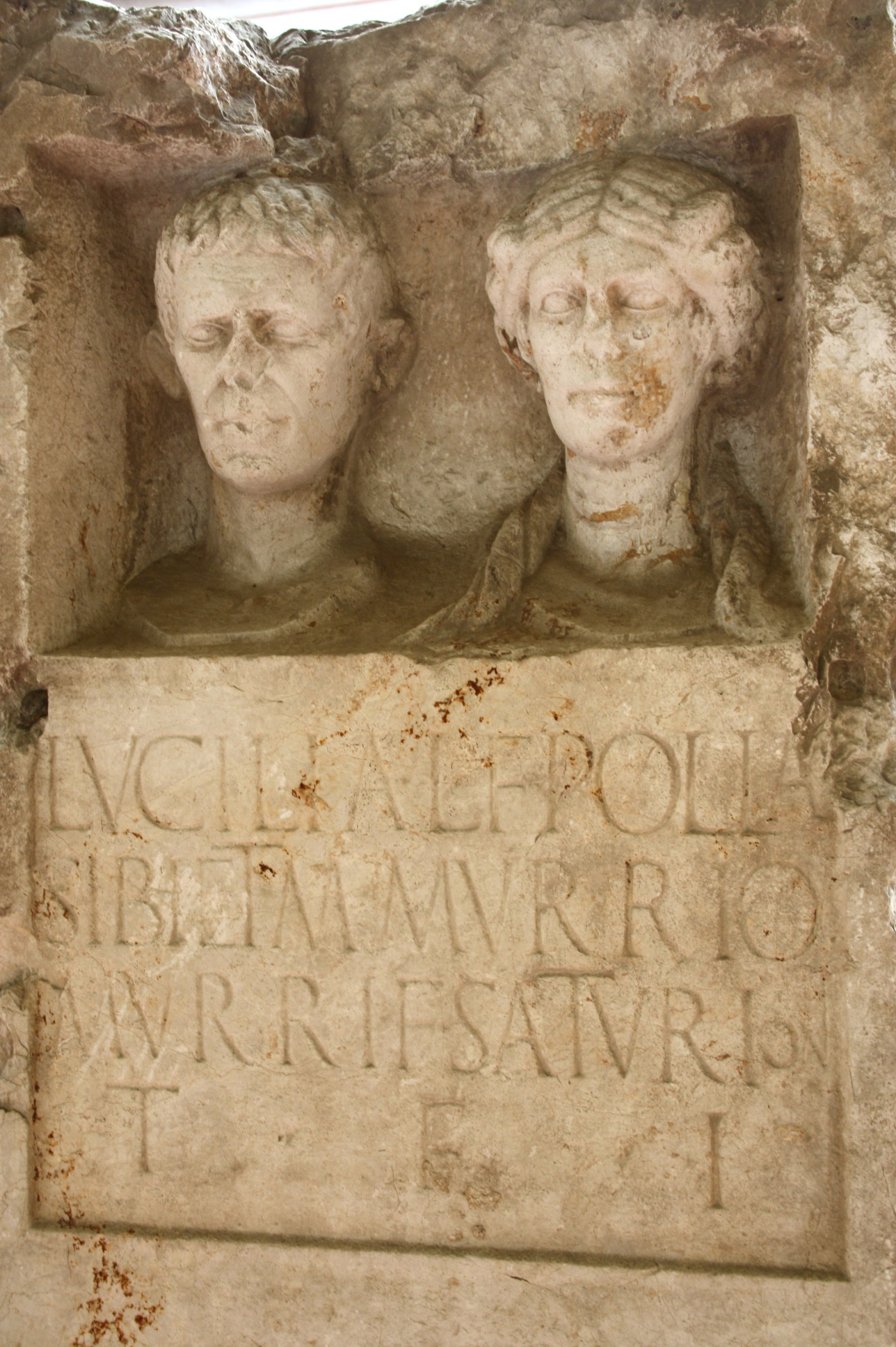
Lápida para Lucilia Polla (Inscriptiones Italiae, XV, 433), construida para ella y Marcus Murrius Saturius. La lápida data del y se exhibe en el Museo Arqueológico de Santa Giulia, en Brescia, Italia.

Lucilia fue una familia noble (gens) de la Antigua Roma. Sus hombres llevaban el nomen Lucilius.
Sus miembros conocidos son:
- Lucilio, escritor satírico del siglo II a. C. Lucilio Fue acreditado por Horacio y por otros como creador del género de la sátira.
- Lucilio el Menor, amigo y corresponsal de Séneca.
- Lucilius, un centurión conocido como Cedo Alterum por su tendencia en romper su vara de mando durante los castigos corporales que aplicaba a sus soldados. Fue muerto en un motín en Panonia.
- La tumba de Marcus Lucilius Paetus, un Tribuno militar del tiempo de César Augusto, y su hermana Lucilia Polla, fue descubierta en Roma, cerca de la Villa Albani, en 1885. Es una estructura circular de unos 34 metros de diámetro, y se cree que estaba coronada por un montículo cónico de tierra de 17 metros de alto.